# Petit-Val
Petit-Val é uma comuna da Suíça, situada na região administrativa de Jura Bernense, no cantão de Berna. Tem 23,9 km² de área e sua população em 2018 foi estimada em 426 habitantes.
Foi criada em 1 de janeiro de 2015, após a fusão das antigas comunas de Châtelat, Monible, Sornetan e Souboz.